# Mallapur, Devadurga
Mallapur là một làng thuộc tehsil Devadurga, huyện Raichur, bang Karnataka, Ấn Độ.